# Сиес
Сиес (исп. Islas Cíes) — острова в Атлантическом океане, у северо-западного побережья Пиренейского полуострова, именуемого Риас-Байшас. Расположен в 14,5 км к западу от порта Виго, к северу от города Байона. Закрывают с запада бухту (риа) Виго. Административно относятся к муниципалитету Виго провинции Понтеведра в составе автономного сообщества Галисия.
В группу входит три необитаемых острова. В древности назывались Деорум (лат. Insulae Deorum — «острова Богов»). Птолемей помещал острова южнее, примерно между устьями Миньо и Лимы. По Птолемею на островах обитали боги. Согласно Плинию острова Фортунате (Fortunatae — «Счастливые») находились в 6 милях от мыса Деорум («мыса Богов») в области арротребов (артабров). Подробнее см. Острова блаженных.
Являются местом гнездования чаек, бакланов и серых цапель. В 1980 году объявлены природным парком, с марта 2014 года — особо охраняемая область. С марта 2014 года входят в сеть «Натура 2000». Вместе с островами Онс, Сальвора и Кортегада входит в национальный парк «Атлантические острова Галисии», созданный в 2002 году.
На островах находятся пляж Родос с белым песком и маяк.